# Functietoets
Functietoetsen zijn toetsen van het toetsenbord van een computer die snel toegang bieden tot bijzondere functies. Dat kan gaan om een specifieke actie in een toepassing, zoals een webpagina verversen (doorgaans F5) of een hulppagina oproepen (doorgaans F1). Het kan ook een functie van het besturingssysteem oproepen, of een bepaalde actie uitvoeren tijdens het opstarten van de computer.

## Toetsenbord
Op de meeste tegenwoordig gangbare toetsenborden (waarbij de IBM/Windows-indeling op de consumentenmarkt de gebruikelijkste is) staan de toetsen als F1 t/m F12 bovenaan in het midden:
Oudere IBM-pc-toetsenborden hadden functietoetsen F1 t/m F10 links van het alfanumerieke gedeelte. Bij niet-IBM-pc-toetsenborden kwamen vele indelingen voor:

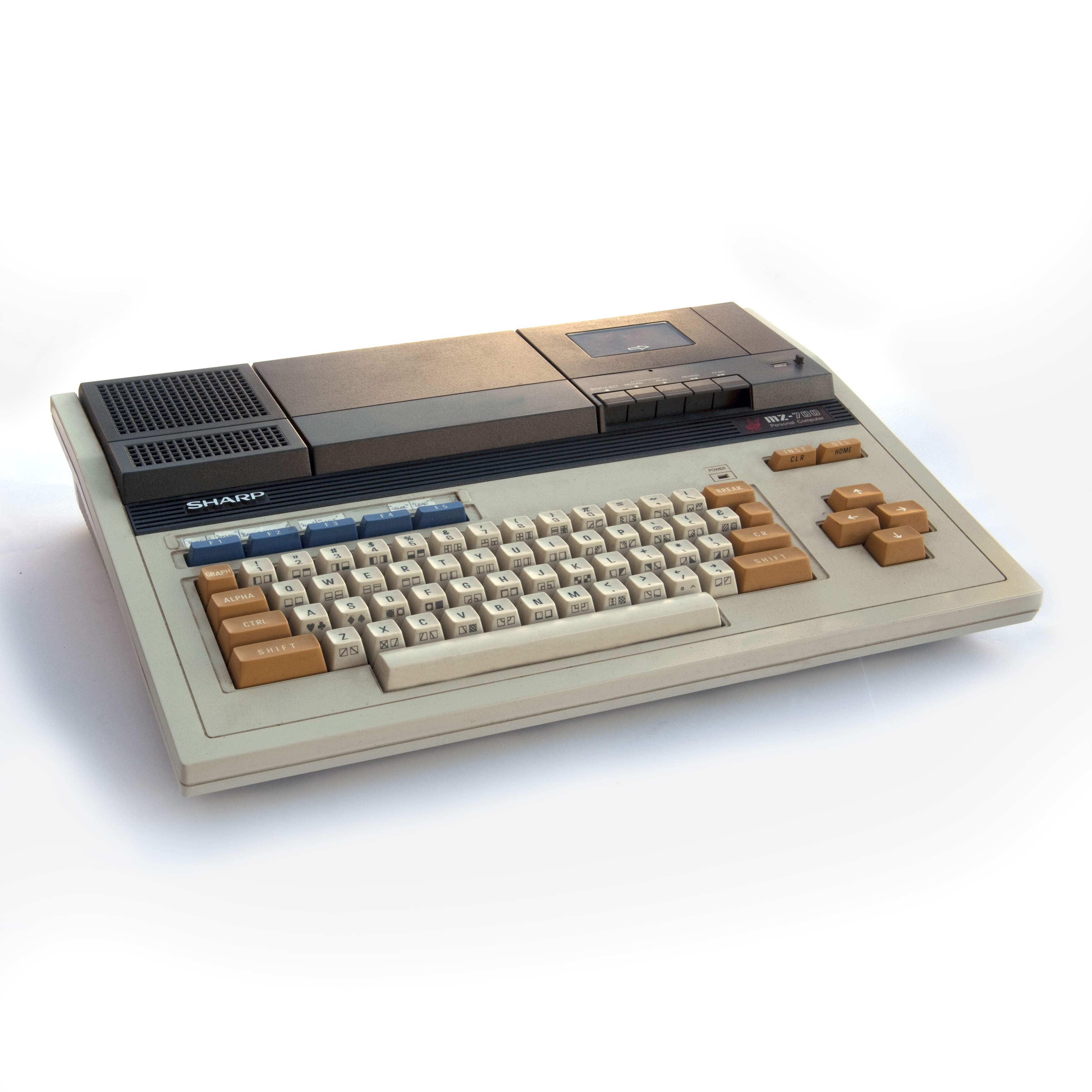
Sharp MZ-700: functietoetsen F1 t/m F5, blauw, linksboven
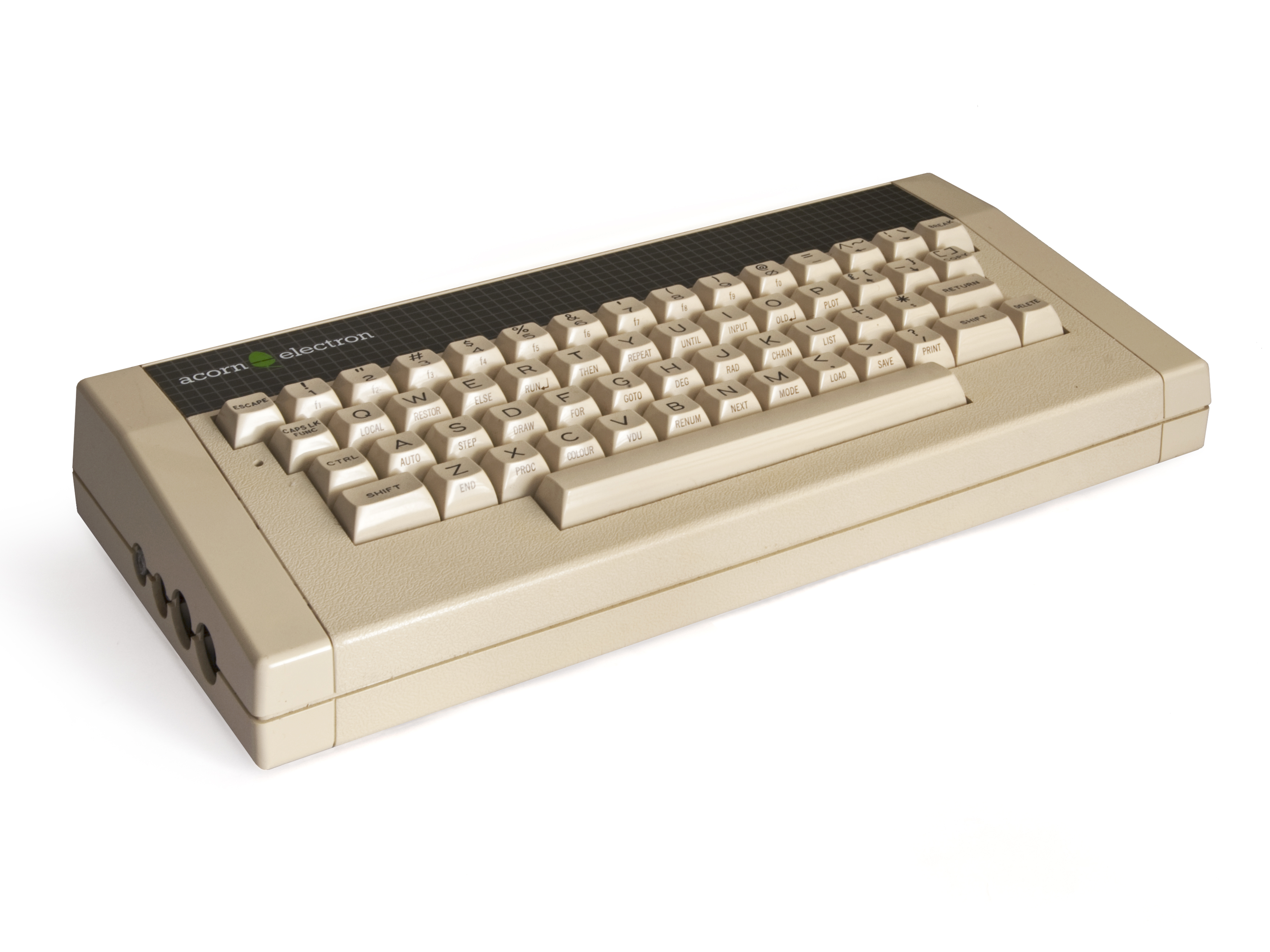
Acorn Electron: functietoetsen f0 t/m f9 waren een 'extra' functie van de cijfertoetsen, die verkregen kon worden met de 'FUNC'-toets.